# تراس کافه در شب
تراس کافه در شب (به فرانسوی: Terrasse du café le soir) یکی از آثار برجسته نقاش پسادریافتگر هلندی ونسان ون گوگ است که در سال ۱۸۸۸ در شهر آرل واقع در جنوب فرانسه و دو سال پیش از مرگ وی خلق شده‌است. به جرات می‌توان گفت که این شهر کوچک و مناظر اطرافش تأثیر فراوانی در زندگی هنری نقاش داشته‌است. خلق بیش از ۳۰۰ اثر و از آن جمله شماری از معروفترین تابلوهای ون گوگ مانند گل‌های آفتابگردان و اتاق زرد در دوران کوتاهی که وی در این شهر اقامت داشت، خود گواهی بر این مدعاست. 
این اثر اولین تلاش ون گوگ در ایجاد پس زمینه‌ای با درخشش ستارگان در شب بود. اندکی پس از خلق این اثر، شب پرستاره بر فراز رُن به تصویر کشیده شد و در نهایت، نمونه کلاسیک عشق نقاش در به تصویر کشیدن شب با درخشش ستارگان را می‌توان در شب پرستاره (۱۸۸۹) یافت.
وی در «تراس کافه در شب» سعی کرده‌است درخشش ستارگان را در بازی با رنگ‌های متضاد با حجم‌هایی مختلف در سطح کار ایجاد کند. فضای تیره نیمه بالایی اثر، چشم را ناخودآگاه به سمت منبع نور هدایت می‌کند. رنگ آبی غالب کار سعی در بزرگ‌نمایی فضای نارنجی تراس کافه را دارد و ارغوانی‌های بریده بریده سنگ فرش، نور زرد رنگ فضای پیاده‌رو را به چشم می‌نشاند. 
این اثر هم‌اکنون در موزه کرولر-مولر در آترلو، هلند نگهداری می‌شود.